# Křeček velkooký
Křeček velkooký (Nyctomys sumichrasti) je jedním z pestře zbarvených a převážně stromových hlodavců. Přirozeně se vyskytuje od jižního Mexika až po jih Střední Ameriky.

## Popis
Je dlouhý asi 12 cm. Shora je tříslově nebo růžově hnědý s tmavšími chlupy ve střední linii zad. Boky těla jsou světlé, spodní strana bílá, kolem očí je tmavý kroužek, ocas hnědý, šupinatý a ochlupený, uši jsou krátké a jemně osrstěné. Na každé noze je první prst utvářen téměř jako palec a slouží k uchopování větví. Křeček velkooký žije v koloniích, staví hnízda z větévek, listů a lián, podobná hnízdům veverek, a málokdy sestupuje na zem. Je aktivní hlavně v noci a živí se různými částmi rostlin včetně fíků a avokáda.

## Rozšíření
Vyskytuje se od jižního Mexika až po jih Střední Ameriky.